# Raškov (przystanek kolejowy)
Raškov – przystanek kolejowy w Raškovie, w kraju ołomunieckim, w Czechach Znajduje się na wysokości 365 m n.p.m.
Na przystanku nie ma możliwości zakupu biletów, a obsługa podróżnych odbywa się w pociągu. 

## Linie kolejowe
- 292 Šumperk - Krnov